# Kemerovo op het Türkvizyonsongfestival
De Russische oblast Kemerovo nam in de eerste editie in 2013 deel aan het Türkvizyonsongfestival. De oblast heeft in totaal 1 keer deelgenomen aan het festival.

## Geschiedenis

### 2013
Kemerovo was een van de 25 deelnemende landen en regio's aan het eerste Türkvizyonsongfestival in 2013. De omroep achter de deelname van Kemerovo besloot intern een kandidaat aan te duiden om naar het festival te gaan. Tsjiltys Tannagasjevaa werd uitgekozen met het lied Şjorianın ünü.
In Turkije moest elke deelnemer eerst aantreden in de halve finale, waarbij Kemerovo als twaalfde aan de beurt was. Haar lied duurde maar liefst vijf minuten en was daarmee het langste lied dat deelnam. Bij het bekendmaken van de finalisten bleek dat Tannagasjevaa zich niet had weten plaatsen voor de finale. De resultaten van de halve finale werden nooit bekendgemaakt.

### 2014
Begin oktober werd duidelijk dat Kemerovo niet meer zou deelnemen aan het festival aangezien de oblast niet op de officiële deelnemerslijst stond. Kemerovo is sindsdien niet meer verschenen op het festival.

## Deelnames van Kemerovo
| Jaar | Artiest                | Titel         | Fin. | Ptn. | Semi | Ptn. | Taal |
| ---- | ---------------------- | ------------- | ---- | ---- | ---- | ---- | ---- |
| 2013 | Tsjiltys Tannagasjevaa | Şjorianın ünü | X    | X    | -    | -    | Sjor |

| Kleur | Betekenis      |
| ----- | -------------- |
|       | Eerste plaats  |
|       | Tweede plaats  |
|       | Derde plaats   |
|       | Laatste plaats |
|       | Gastland       |